# Аэропорт острова Мэн
Аэропорт острова Мэн (англ. Isle of Man airport, мэн. Purt Aer Vannin), Аэропорт Рональдсвэй (англ. Ronaldsway Airport, мэн. Purt Aer Roonysvaie) — главный гражданский аэропорт острова Мэн. Аэропорт расположен в области Роналдсуэй, рядом с городом Каслтаун, примерно в одиннадцати километрах от Дугласа, столицы острова. Из аэропорта осуществляются рейсы в Великобританию, Ирландию и на Нормандские острова.

## История
Первый аэродром на месте нынешнего аэропорта появился в 1928 (1929) году. В 1933 году компания Blackpool and West Coast Air Services открыла пассажирское сообщение между Ронельдсвеем и Великобританией.
С началом Второй мировой войны аэродром стал использоваться британскими ВВС как учебная военная авиабаза, однако аэродром остался одним из немногих, которые продолжали обслуживать и гражданские рейсы. В 1943 году авиабаза была передана адмиралтейству для использования в качестве базы морской авиации.
Флот провёл реконструкцию авиабазы, которая была переименована в HMS Urley (Urley в переводе с мэнского языка значит «орёл»). Реконструкция продолжалась целый год. В результате из аэродрома с травяным покрытием Рональдсвей превратился в современную авиабазу с четырьмя взлётными полосами. Во время войны здесь базировались четыре эскадрона торпедоносцев Fairey Barracuda (эскадроны № 710, 713 и 747).
Военное использование аэропорта прекратилось сразу после войны, хотя он оставался собственностью флота ещё три года. В 1948 году аэропорт был продан правительству острова Мэн.
В 1952 году было построено ныняшнее здание главного терминала.
Сейчас о военном прошлом аэропорта напоминают только экспозиции Мэнского военного и авиационного музея (англ. Manx Military and Aviation Museum), расположенного неподалёку.
В 1998—2000 годах проводилась реконструкция аэропорта, в ходе которой было расширено здание аэровокзала, а старые части аэровокзала были модернизированы. В марте 2006 года начался новый этап реконструкции, в ходе которой должны быть построены новые гейты.
В 2024 году были опубликованы данные компании Good Travel Management, согласно которым в аэропорте самые длинные задержки на Британских островах — в среднем, они составляют 35 минуты.

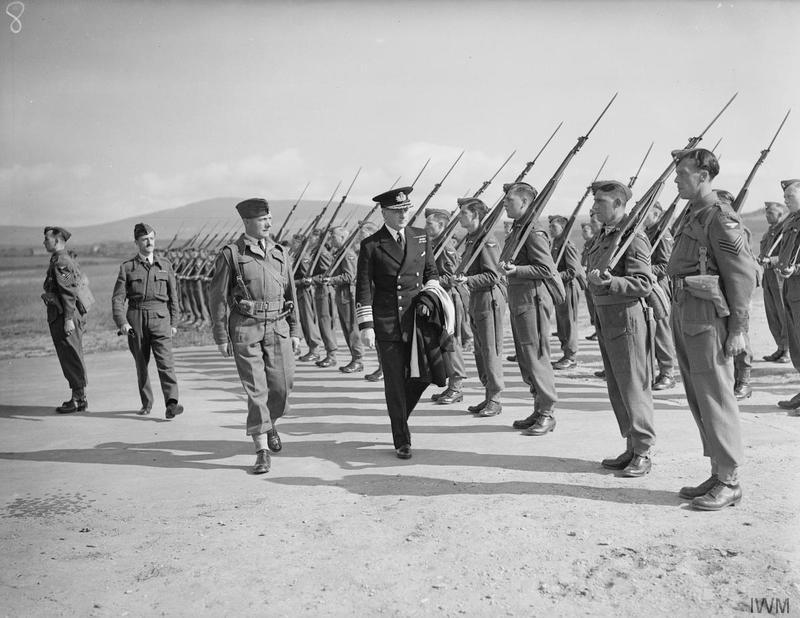
Адмирал сэр Перси Нобл инспектирует личный состав полка RAF во время посещения RAF Ronaldsway, 11 июня 1942 года..

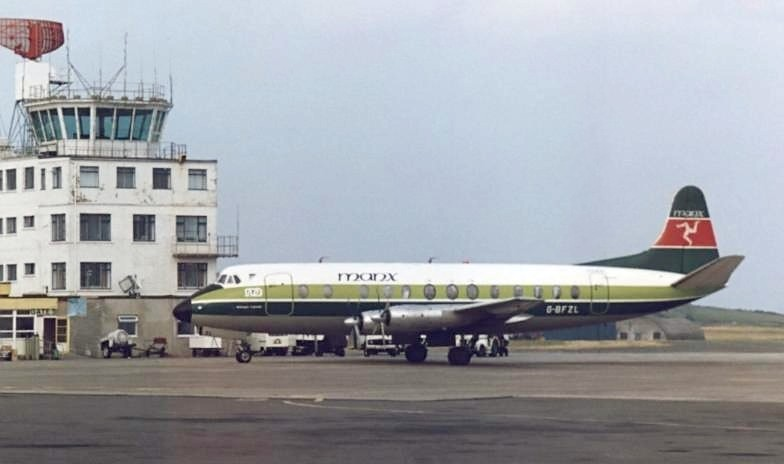
Виккерс Вискаунт авиакомпании Manx Airlines проезжает мимо диспетчерской вышки аэропорта в 1988 году

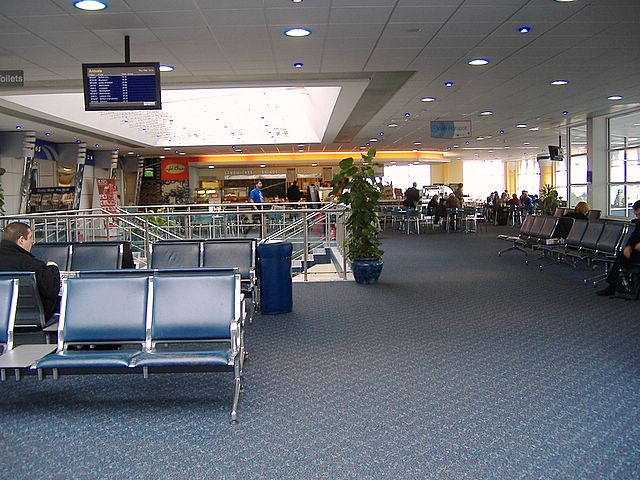
Терминал

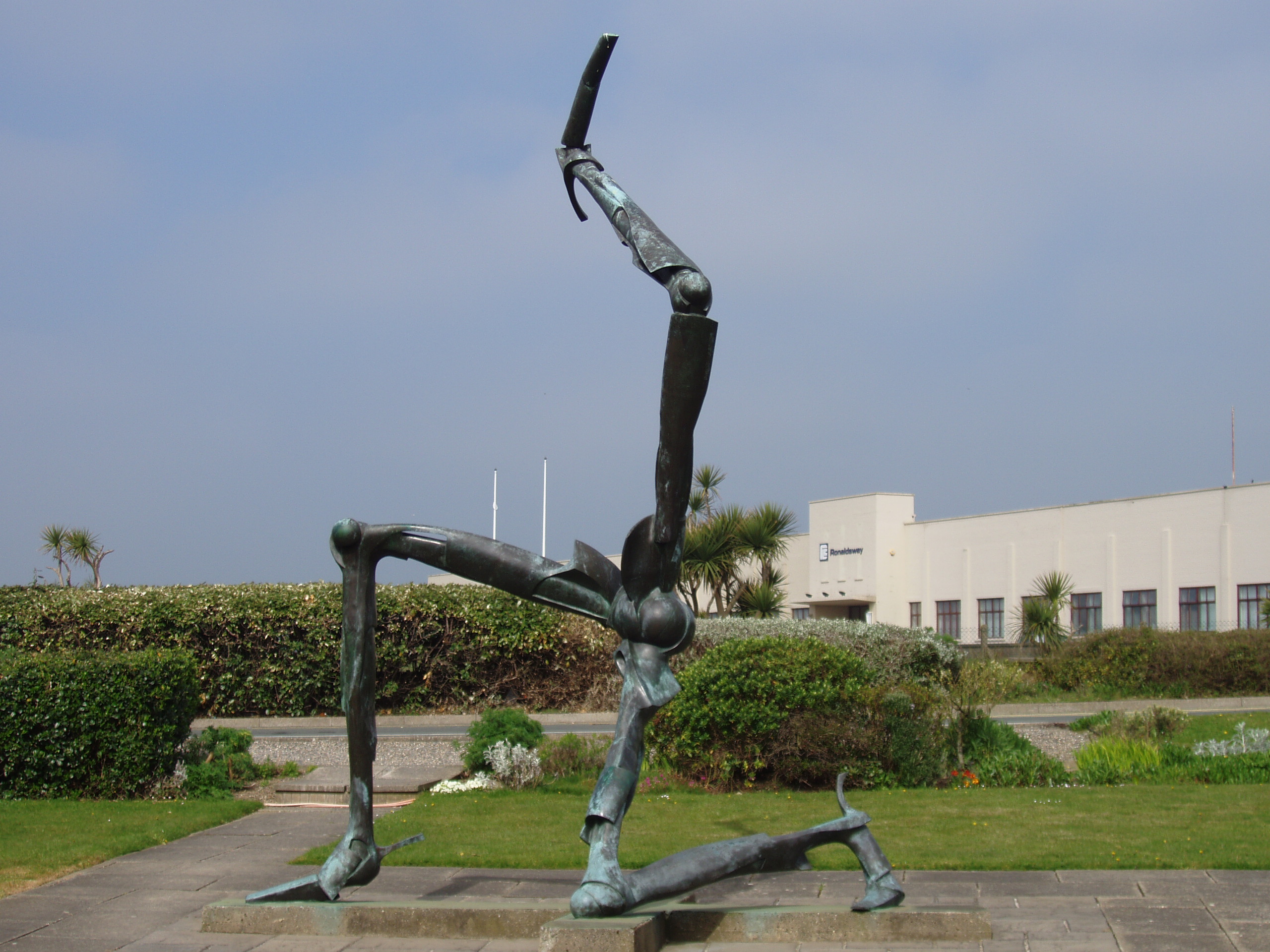
Скульптура Брайана Кнейла «Ноги человека» у входа в терминал.

## Рейсы и авиакомпании
- Aer Arann: Дублин
- British Airways
  - обслуживается Loganair: Эдинбург, Глазго (International)
- Blue Islands: Джерси, Гернси
- Eastern Airways: Бирмингем, Бристоль, Ньюкасл
- EuroManx: Белфаст (City), Ливерпуль, Лондон (City), Манчестер
- Flybe: Бирмингем, Женева (рейс откроется зимой 2007—2008), Лондон (Gatwick), Лондон (Luton) (рейс откроется зимой 2007—2008), Манчестер, Саутгемптон
- Manx2: Белфаст (City), Белфаст (International), Блэкпул, Лидс/Брадфорд
- VLM Airlines: Лондон (City)

## Показатели деятельности
В 2006 году аэропорт обслужил 789155 пассажиров (на 2,2 % меньше, чем в предыдущем году). В 2005 году аэропорт обслужил рекордное количество пассажиров за всю свою историю. Поток грузов через аэропорт в 2006 году составил 953 тонны, на 58 % меньше, чем в 2005 году. Такое заметное снижение связано с банкротством авиакомпании Emerald Airways.

## Статистика
| Год  | Количество пассажиров | Количество пассажиров |
| Год  | Всего                 | % измен.              |
| ---- | --------------------- | --------------------- |
| 2014 | 729,703               | -                     |
| 2015 | 781,601               | ▲ 7,1 %               |
| 2016 | 791,651               | ▲ 1,3 %               |
| 2017 | 797,615               | ▲ 0,8 %               |
| 2018 | 787,257               | ▼ 1,3 %               |
| 2019 | 854,676               | ▲ 8,6 %               |
| 2020 | 162,898               | ▼ 80,9 %              |
| 2021 | 182,371               | ▲ 12,0 %              |
| 2022 | 562,490               | ▲ 208,4 %             |
| 2023 | 649,342               | ▲ 15,4 %              |

### Статистика маршрутов
| Уров | Аэропорт    | Кол. пассажиры | % измен. |
| ---- | ----------- | -------------- | -------- |
| 1    | Ливерпуль   | 171 419        | ▲ 11,1 % |
| 2    | Гатвик      | 159 721        | ▲ 6,6 %  |
| 3    | Манчестер   | 119 529        | ▲ 24,3 % |
| 4    | Дублин      | 38 738         | ▲ 53,2 % |
| 5    | Хитроу      | 33 182         | ▲ 62,9 % |
| 6    | Бристоль    | 27 081         | ▼ 12,1 % |
| 7    | Бирмингем   | 20 033         | ▼ 10,5 % |
| 8    | Белфаст     | 19 975         | ▼ 9,3 %  |
| 9    | Лондон-Сити | 18 266         | ▲ 7,2 %  |
| 10   | Эдинбург    | 11 220         | ▲ 15,4 % |

## Транспортная инфраструктура
Автобусные маршруты № 1 и № 2 связывают аэропорт с городами Дуглас, Каслтаун, Порт-Ирин, и с другими населённым пунктами острова. Автобусы ходят раз в час, в часы пик — раз в полчаса. Рядом расположена станция Роналдсуэй Халт паровой железной дороги острова Мэн (англ. Isle of Man Steam Railway, мэн. Raad Yiarn Vannin).